# نقطه عطف تاخیری
نقطهٔ عطف تأخیری (به انگلیسی: Delayed milestone) که تأخیر رشد نیز نامیده می‌شود برای توصیف شرایطی استفاده می‌شود که در آن کودک در سن مورد انتظار به یکی از این نقاط نرسد. با این حال، در بیشتر موارد، طیف گسترده‌ای از سنین را می‌توان طبیعی دانست و دلیلی برای نگرانی پزشکی نیست. نقاط عطف بیشتر با استفاده از صدک اندازه‌گیری می‌شوند و برای بسیاری از نقاط عطف مقدار بین صدک ۵ تا ۹۵ نیازی به مداخله ندارد، اگرچه می‌توان مقادیر لبه‌های آن دامنه را با سایر شرایط پزشکی مرتبط دانست. درمان آن ناممکن است. پیشنهاد شده که اندازه‌گیری نوسان وضعیت می‌تواند نخستین نشانه باشد.